# 10e étape du Tour d'Italie 2012
La 10e étape du Tour d'Italie 2012 s'est déroulée le mardi 15 mai 2012, entre les villes de Civitavecchia et d'Assise sur 186 km. Elle a été remportée par le grimpeur espagnol Joaquim Rodríguez, de l'équipe Katusha, qui s'est emparé du maillot rose.

## Déroulement de la course
Un groupe d'échappés, composé de Guillaume Bonnafond (AG2R La Mondiale), Miguel Mínguez (Euskaltel-Euskadi), Francesco Failli (Farnese Vini-Selle Italia), Matthias Brändle (NetApp) et Martijn Keizer (Vacansoleil-DCM), se forme après dix kilomètres de course. Leur avance atteint 4 minutes et 50 secondes 40 kilomètres plus loin. À cinq kilomètres de l'arrivée, ils sont rattrapés par le peloton, emmené par l'équipe Katusha.
Le Néerlandais Tom-Jelte Slagter (Rabobank) tente plusieurs fois de sortir du peloton dans la première de deux courtes ascensions de fin d'étape, présentant une pente maximale de 15 %. Dans la descente qui suit, Rigoberto Urán (Sky) et John Gadret (AG2R La Mondiale) prennent de l'avance. Ils sont repris dans l'ascension finale. Tom-Jelte Slagter s'y montre à nouveau offensif, en compagnie de Joaquim Rodríguez (Katusha). Celui-ci remporte l'étape, avec deux secondes d'avance sur Bartosz Huzarski (NetApp) et Giovanni Visconti (Movistar).
Grâce aux secondes de bonification accordées au vainqueur d'étape, il s'empare du maillot rose, aux dépens de Ryder Hesjedal (Garmin-Barracuda), désormais deuxième à 17 secondes.
C'est la première victoire d'étape de Rodríguez au Tour d'Italie, en six participations. Il compte désormais au moins une victoire d'étape dans chacun des trois grands tours.

## Classement de l'étape
|    | Coureur            | Pays     | Équipe                  |    | Temps           |
| -- | ------------------ | -------- | ----------------------- | -- | --------------- |
| 1  | Joaquim Rodríguez  | Espagne  | Katusha                 | en | 4 h 25 min 05 s |
| 2  | Bartosz Huzarski   | Pologne  | NetApp                  | +  | 2 s             |
| 3  | Giovanni Visconti  | Italie   | Movistar                |    | 2 s             |
| 4  | Domenico Pozzovivo | Italie   | Colnago-CSF Inox        |    | 6 s             |
| 5  | John Gadret        | France   | AG2R La Mondiale        |    | 6 s             |
| 6  | Ryder Hesjedal     | Canada   | Garmin-Barracuda        |    | 6 s             |
| 7  | Tom-Jelte Slagter  | Pays-Bas | Rabobank                |    | 6 s             |
| 8  | Dario Cataldo      | Italie   | Omega Pharma-Quick Step |    | 6 s             |
| 9  | Roman Kreuziger    | Tchéquie | Astana                  |    | 6 s             |
| 10 | Rigoberto Urán     | Colombie | Sky                     |    | 6 s             |

## Classement général
|    | Coureur           | Pays     | Équipe                  |    | Temps            |
| -- | ----------------- | -------- | ----------------------- | -- | ---------------- |
| 1  | Joaquim Rodríguez | Espagne  | Katusha                 | en | 40 h 27 min 34 s |
| 2  | Ryder Hesjedal    | Canada   | Garmin-Barracuda        | +  | 17 s             |
| 3  | Paolo Tiralongo   | Italie   | Astana                  |    | 32 s             |
| 4  | Roman Kreuziger   | Tchéquie | Astana                  |    | 52 s             |
| 5  | Beñat Intxausti   | Espagne  | Movistar                |    | 52 s             |
| 6  | Ivan Basso        | Italie   | Liquigas-Cannondale     |    | 57 s             |
| 7  | Damiano Caruso    | Italie   | Liquigas-Cannondale     |    | 1 min 02 s       |
| 8  | Dario Cataldo     | Italie   | Omega Pharma-Quick Step |    | 1 min 03 s       |
| 9  | Eros Capecchi     | Italie   | Liquigas-Cannondale     |    | 1 min 09 s       |
| 10 | Rigoberto Urán    | Colombie | Sky                     |    | 1 min 10 s       |

## Classements annexes

### Classement par points
|   | Cycliste          | Pays        | Équipe          | Points |
| - | ----------------- | ----------- | --------------- | ------ |
| 1 | Matthew Goss      | Australie   | Orica-GreenEDGE | 65     |
| 2 | Mark Cavendish    | Royaume-Uni | Sky             | 62     |
| 3 | Joaquim Rodríguez | Espagne     | Katusha         | 55     |

### Classement du meilleur grimpeur
|   | Cycliste             | Pays     | Équipe                       | Points |
| - | -------------------- | -------- | ---------------------------- | ------ |
| 1 | Miguel Ángel Rubiano | Colombie | Androni Giocattoli-Venezuela | 24     |
| 2 | Michał Gołaś         | Pologne  | Omega Pharma-Quick Step      | 16     |
| 3 | Paolo Tiralongo      | Italie   | Astana                       | 9      |

### Classement du meilleur jeune
|   | Cycliste       | Pays     | Équipe              |    | Temps            |
| - | -------------- | -------- | ------------------- | -- | ---------------- |
| 1 | Damiano Caruso | Italie   | Liquigas-Cannondale | en | 40 h 28 min 36 s |
| 2 | Rigoberto Urán | Colombie | Sky                 | +  | 8 s              |
| 3 | Sergio Henao   | Colombie | Sky                 |    | 25 s             |

### Classement par équipes

#### Classement au temps
|   | Équipe              | Pays       |    | Temps             |
| - | ------------------- | ---------- | -- | ----------------- |
| 1 | Liquigas-Cannondale | Italie     | en | 120 h 10 min 17 s |
| 2 | Astana              | Kazakhstan | +  | 1 min 03 s        |
| 3 | Movistar            | Espagne    |    | 1 min 32 s        |

#### Classement aux points
|   | Équipe           | Pays       | Points |
| - | ---------------- | ---------- | ------ |
| 1 | Garmin-Barracuda | États-Unis | 213    |
| 2 | Orica-GreenEDGE  | Australie  | 144    |
| 3 | Katusha          | Russie     | 134    |

## Abandon
- Filippo Pozzato (Farnese Vini-Selle Italia) : non-partant à la suite d'une chute lors de l'étape précédente.